# クラブ・ホルヘ・ウィルステルマン
クラブ・デポルティーボ・ホルヘ・ウィルステルマン（Club Deportivo Jorge Wilstermann）は、ボリビアのコチャバンバを本拠地とするサッカークラブである。プリメーラ・ディビシオン・デ・ボリビアに所属。1949年、LAB航空に勤務している人たちのためのクラブとして設立された。クラブの名称は、ボリビア初の民間パイロットであるホルヘ・ウィルステルマン（西: Jorge Wilstermann）に由来する。

## 歴史
1949年、LAB航空に勤務している有志によってクラブが結成される。最初のクラブ名は「サン・ホセ・デ・ラ・バンダ（西: San José de la Banda）」であったが、後にボリビア人初の民間パイロットの名前をとり、現在の名称に変更。最初のクラブカラーは空をイメージした水色と白色であったが、後に赤色と青色に変更された。
1958年、1959年、1960年とラパスサッカー協会チャンピオンシップを3制覇（まだ全国規模のサッカーリーグが存在しておらず、これがボリビアにおけるサッカークラブのナンバーワンを決定する大会であった）。1960年、南米のサッカークラブのチャンピオンを決定するコパ・リベルタドーレスが開催されることになり、この大会にボリビアのクラブとして初めて参加した。このシーズンが第一黄金期である。
1972年、1973年と国内チャンピオンシップを2連覇。1973年のコパ・リベルタドーレスでは、グループリーグでアルゼンチンの強豪CAリーベル・プレートと同グループに入る。CAリーベル・プレートとの敵地ブエノスアイレスの試合で2-2の引き分けに持ち込む歴史的な一戦をもあったが、あと一歩でグループリーグ突破を逃した。この頃が第二黄金期である。
1977年、この年に始まったボリビア全国を対象とするプロサッカーリーグであるプリメーラ・ディビシオンに参加。1980年にはブラジル代表のジャイルジーニョを獲得し、1980年、1981年のプリメーラ・ディビシオンを連覇した。1981年のコパ・リベルタドーレスでは、グループリーグで同じ勝ち点で首位に並んだザ・ストロンゲストとプレーオフを戦うことになる。中立地のサンタ・クルス・デ・ラ・シエラのラモン・タウイチ・アグレラ競技場で開催されたこの試合に4-1で勝利しグループリーグを突破。準決勝リーグで敗退したが、このシーズンが第三黄金期に数えられる。

## ライバル
ホルヘ・ウィルステルマンのライバルは、同じくコチャバンバを本拠地とするクルブ・アウロラである。この2クラブの対戦はクラシコ・コチャバンビーノ（コチャバンバ・ダービー）と呼ばれている。

## タイトル

### 国内タイトル
- プリメーラ・ディビシオン
  - 優勝 1980, 1981, 2000, 2006-ST, 2010-A, 2016-C, 2018-A, 2019-C

## 現所属メンバー
注：選手の国籍表記はFIFAの定めた代表資格ルールに基づく。
| No. | Pos. |              | 選手名                   |
| --- | ---- | ------------ | ------------------------ |
| 1   | GK   | チリ         | ラウール・オリバレス     |
| 2   | DF   | ブラジル     | アレックス・シウバ       |
| 4   | DF   | ボリビア     | フアン・パブロ・アポンテ |
| 5   | DF   | ボリビア     | ホルヘ・アジャラ         |
| 7   | FW   | アルゼンチン | マルセロ・ベルヘセ       |
| 8   | FW   | ブラジル     | カルリーニョス           |
| 9   | MF   | アルゼンチン | クリスティアン・チャベス |
| 10  | MF   | ブラジル     | セルジーニョ             |
| 11  | MF   | ボリビア     | アレハンドロ・メレアン   |
| 12  | GK   | ボリビア     | オスバルド・ノバ         |
| 13  | MF   | ボリビア     | ダニエル・マンシージャ   |
| 14  | DF   | ボリビア     | ホルヘ・オルティス       |

| No. | Pos. |            | 選手名                      |
| --- | ---- | ---------- | --------------------------- |
| 15  | MF   | ボリビア   | クリスティアン・マチャド    |
| 18  | FW   | ボリビア   | リカルド・ペドリエル        |
| 19  | FW   | ボリビア   | ヒルベルト・アルバレス      |
| 21  | GK   | ボリビア   | アレックス・アランシビア    |
| 22  | DF   | ボリビア   | エドワルド・センテノ (主将) |
| 23  | MF   | ボリビア   | フェルナンド・サウセド      |
| 24  | DF   | ボリビア   | オスカル・バカ              |
| 26  | FW   | ボリビア   | マティアス・バロン          |
| 27  | DF   | ウルグアイ | エンリケ・ディアス          |
| 28  | DF   | ボリビア   | オマル・モラレス            |
| 29  | MF   | ボリビア   | ミゲル・ベンゴレア          |
| 30  | MF   | ボリビア   | ルディ・カルドソ            |

## 歴代所属選手
- ジャイルジーニョ
- フリオ・セサール・バルディビエソ
- トゥーリオ・マラヴィーリャ
- ブラディミール・マリン
- エジバウド・ロハス・エルモーサ 2015-2016